# Mastigolejeunea atypos
Mastigolejeunea atypos là một loài Rêu trong họ Lejeuneaceae. Loài này được (Schiffner) Stephani mô tả khoa học đầu tiên năm 1912.